# Кръстен път
Кръстният път (на латински: Via Crucis) е мотив в християнското и най-вече в католическото изкуство, който е посвещение в памет на Иисус Христос и представя неговите страдания от момента, в който е осъден на смърт до полагането на тялото му в гроба.
Традиционно Кръстният път е разделян на 14 етапа, от Гетсиманската градина до полагането на Христос в гроба. Етапите са между спирките на Исус с кръста по улица „Виа Долороса“ в Йерусалим. За всяка станция, в църкви или обществени места, са поставени снимки или статуи с живописни изображения на Страстите на Исус. Кръстният път е мотив на множество художествени, често скулптурни изображения, често поставяни през равно разстояние по страничните стени на нефа на католическите църкви.
Преданието е много старо и произхожда от Йерусалим. Създадено е по време на поклонението, когато вярващите посещават местата на страданията на Исус. Кръстният път е популяризиран от Св. Франциск от Асизи и францисканците, но благочестието не се разширява значително до XVIII век и е признато в католическата, евангелската и някои други протестантски църкви.
Молитвената част на Кръстния път се състои от подготвителна молитва, след това 14 молитви за всяка спирка и последна молитва. Всяка от 14-те молитви на спирките започва с призива: „Ние се покланяме на Тебе Христе и те благославяме, защото си изкупил света чрез своя свят кръст“. След това следва размишление, подходящо за всяка станция, молитви „Отче наш“, „Здравей Богородица“ и „Слава на Отца“, призивът „Помилвай ни Господи! Помилвай ни!“ и една строфа от песента „Тъжната майка спря да плаче“ (лат. Stabat mater dolorosa). Църквата вярва, че всеки, който активно участва в поклонението на Кръстния път, получава многобройни благодати и пълно опрощение на греховете, ако се изповяда и причасти на този ден.
Визуалното представяне на Кръстния път се е превърнало в неразделна част от интериора на църквата: то се състои от 14 картини или статуи, които представят сцени от страданието на Исус. Тази традиция съществува от XVII век.
Всяка година на Разпети петък папата води поклонението на Кръстния път в римския Колизеум. Това е особено популяризирано от папа Йоан Павел II и продължено от неговия наследник, папа Бенедикт XVI. Докато Йоан Павел II е бил здрав, лично е носел кръста от спирка на спирка, а през последните години от понтификата му това са правели избрани вярващи от цял свят.